# Valutazione di impatto sociale
Per valutazione di impatto sociale (VIS) si intende un insieme di pratiche metodologiche di analisi del contesto sociale in occasione di interventi che possano modificare il territorio e la cultura di un posto. La valutazione di impatto sociale, in caso di opere pubbliche, si affianca alla più nota valutazione di impatto ambientale (VIA).